# ソフィア・ヤブロンスカ
ソフィア・ヤブロンスカ（ウクライナ語: Софія Яблонська-Уден, 英語: Sophia Yablonska, 1907年5月15日,オーストリア=ハンガリー帝国 Bezirk Lemberg Hermaniw - 1971年2月4日,ノワールムティエ島）は、ウクライナ生まれの作家で写真家 。 

## 履歴
ギリシャ正教の司祭の娘に生まれ、第一次世界大戦が勃発すると家族とともにロシア帝国タガンログに逃がれた。高校まで進学したころ、共産主義に不満を抱いた家族は1921年、ガリシア（現ポーランド）に戻る。ヤブロンスカはポーランド語教師の養成機関に通いながらリヴィウで演劇コースに参加し、リヴィウ商業アカデミーでは1年間のトレーニングもポーランド語で受けた。その後、映画館を経営する兄を頼ってテルノーピリへ行き映画館を手伝う。20歳になった1927年、フランスに移り住んだ。
パリでは女優の道を志し、自由奔放な人々に囲まれて日々を送った。友人のStepan Levynskyj（ウクライナ語: Степан Іванович Левинський, 1897–1946）の勧めを聞いたヤブロンスカは1929年初頭に旅に出るとモロッコに3ヵ月滞在、写真を数枚撮り、旅行日記をつけた。1931年にはフランスの会社と契約し世界の国々を車でめぐる仕事を得たことから、フランスの植民地を訪れて手持ちカメラで写真を撮り、映画を作った。フランス人のジャン・オーディンと結婚、3人の子供に恵まれ、中国で15年暮らす。
旅先から送った紀行文と写真がウクライナの雑誌に掲載されたことが契機となり、ヤブロンスカはウクライナ語で本を出す。ポーランド語には訳されたものの、西ヨーロッパでは注目を集めなかった。1950年代にパリとノワールムティエ島で建築の仕事についた。交通事故で命を落とす。
ヤブロンスカの著書は没後、フランス語に翻訳された。

## 主な作品
- L’année ensorcelée: Nouvelles. マルタ・カリトフスカ（訳）、1972年。
- Le charme du Maroc. マルタ・カリトフスカ（訳）、1973年。（ウクライナ語初版は1932年刊、リヴィウ）
- Der Charme von Marokko. Travelogue. ウクライナ語から重訳、Claudia Dathe（訳）。オレナ・ハレタ（Olena Haleta）あとがき、Roksolana Sviato（編）、ケルン : Kupido Literaturverlag, 2020年、 ISBN 978-3-96675-010-3。モロッコ旅行記。
- Les horizons lointains. マルタ・カリトフスカ（訳）、1977年（ウクライナ語初版は1939年刊）
- Mon enfance en Ukraine: Souvenirs sur mon père. マルタ・カリトフスカ（訳）、1981年。
- Au pays du riz et de l'opium. マルタ・カリトフスカ（訳）、1986年（ウクライナ語初版は1936年刊、リヴィウ：Dila）
- Reise um die Welt. ウクライナ語。リヴィウ：Dila、 1939年。旅行記。